# Сагиров, Марат Рашидович
Марат Рашидович Сагиров (род. 1 апреля 1986, Казань, СССР) — российский футболист, полузащитник.

## Биография
Воспитанник СДЮШОР «Рубин» Казань. После окончания футбольной школы играл за «Рубин-2» на Первенство КФК, дубль «Рубина» в турнире дублёров, а затем четыре сезона провёл в «Рубине-2» во втором дивизионе. В 2005—2007 годах играл за сборную зоны «Урал-Поволжье» второго дивизиона на ежегодном ноябрьском турнире Кубок ПФЛ «Надежда». В 2009 году играл за «СОЮЗ-Газпром» Ижевск, в 2010 — за ФК «Тюмень». Сезон-2011/12 провёл в ФНЛ, выступая за «КАМАЗ». После отказа «КАМАЗа» играть в ФНЛ по финансовым причинам, перешёл в «Луч-Энергию». Несмотря на хорошо проведённый сезон новый главный тренер владивостокской команды Александр Григорян не оставил его в команде, добившейся права выступления в ФНЛ, и Сагиров вернулся в Набережные Челны. Через год пополнил ряды ивановского «Текстильщика», за который отыграл три сезона. В сезоне-2017/18 выступал за нижнекамский «Нефтехимик» и «Ладу-Тольятти», после чего в течение года (сезон-2018/19) играл за «Луки-Энергию» из Великих Лук, с которой дошёл до 1/16 финала Кубка России, где на 5-й минуте забил гол «Енисею», открыв счёт в матче (1:2). Вторую половину 2019 года провёл в команде «Бугульма-Рунако», с которой стал чемпионом и обладателем кубка Татарстана. В 2020—2022 годах — игрок «Эвереста» из Высокой Горы, в 2023 — «Элмета» (Альметьевск).
Всего в первенстве и Кубке России провёл более 390 матчей, забил 67 мячей.
С 2021 года — тренер в ФШ «Юнит», СШОР Вахитовского района, СШ «Трудовые резервы» (все — Казань). В 2021 году — также тренер команды академии «Рубина» — участницы ЮФЛ-2, в 2022 году — главный тренер команды СШОР Вахитовского района — участницы ЮФЛ-Приволжье.

## Достижения

### Командные
Второй дивизион / Первенство ПФЛ
- Победитель: 2012/13 («Восток»)
- Серебряный призёр: 2010 («Урал-Приволжье»)
- Бронзовый призёр: 2009 («Урал-Приволжье»), 2016/17 («Запад»)

Кубок ПФЛ «Надежда»
- Серебряный призёр: 2006
- Бронзовый призёр: 2007

Четвёртый дивизион
- Чемпион Татарстана: 2019
- Обладатель Кубка Татарстана: 2019, 2021

### Личные
- Лучший полузащитник зоны «Восток» второго дивизиона: 2012/13[11][12]
- Лучший игрок ФК «Тюмень» сезона-2010[13][14]